# Minsks voblast
Minsks voblast är ett voblast i Belarus. Huvudort är Belarus huvudstad Minsk, men staden Minsk ingår inte i länet.

## Historia
Under Kejsardömet Ryssland ingick större delen av det nuvarande länets territorium i guvernementet Minsk. År 1921 upplöstes guvernementet och blev kärnområdet i Vitryska SSR, som bildats ur den kortlivade Vitryska folkrepubliken. Under Stalins utrensningar 1936–1938 utsattes i synnerhet länets stora polska befolkning för svåra förföljelser och många avrättade polacker och belarusier begravdes i Kurapatyskogen utanför staden Minsk.
Länet drabbades mycket hårt av den tyska ockupationen 1941–1944 och i stort sett hela den judiska befolkningen mördades på plats av nazistiska Einsatzgruppen (se: Förintelsen i Belarus).

## Geografi
I Minsk voblast ligger Naratj, som är Belarus största insjö.